# Cecil Thursby
Sir Cecil Thursby (Warwickshire, 16 gennaio 1861 – Great Ryton, 28 maggio 1936) è stato un ammiraglio inglese.
L'ammiraglio Sir Cecil Fiennes Thursby è stato un ufficiale della Royal Navy che è stato Commander-in-Chief, Plymouth, dopo aver prestato servizio nella prima guerra mondiale principalmente nel Mar Mediterraneo.

## Biografia
Thursby nacque nel Warwickshire, figlio del sacerdote della Chiesa anglicana, il reverendo Walter Thursby (morto nel 1868).
Sposò nel 1899 Constance Ann, figlia di Cressett Thursby-Pelham di Cound (10,8 km a sud-est di Shrewsbury), Shropshire. La coppia ebbe un figlio e una figlia.

## Servizio nella Royal Navy
Thursby si unì alla Royal Navy, all'età di dodici anni, nel 1874, addestrandosi sulla HMS Britannia (1820). Fu presente come guardiamarina durante l'impegno con la nave ribelle peruviana Huáscar (nave corazzata) nel 1877 e prese parte anche alla spedizione in Niger nel 1882, così come alla spedizione Suakim in Sudan nel 1884-85 come tenente a bordo della HMS Tyne (1878). Nel 1890, ottenne un certificato dalla Royal Humane Society per aver salvato un uomo che stava annegando al largo di Cowes, Isola di Wight.
Promosso capitano il 31 dicembre 1901, fu nominato al comando della Nave da battaglia HMS Triumph (1870) il 16 luglio 1902. Comandò l'Incrociatore HMS King Alfred (1901) e più tardi la corazzata HMS Swiftsure (1903), da cui comandò uno squadron distaccato nel Mediterraneo orientale durante il Massacro di Adana nel 1909, guadagnandosi il ringraziamento dell'Ammiragliato e del Foreign Office per la protezione delle vite e delle proprietà. Comandò lo International Squadron a Creta nell'agosto 1909, guadagnandosi il ringraziamento da quattro grandi potenze per aver pacificato l'isola (che non si era unita a lungo con la Grecia) e divenne Commodoro presso la Royal Naval Barracks a Chatham (Regno Unito) nello stesso anno. Nel 1912 fu Contrammiraglio al comando del 3rd Battle Squadron.
Prestò servizio nella prima guerra mondiale inizialmente comandando il suo squadron per proteggere i primi movimenti della British Expeditionary Force in Francia nel 1914, prima di schierarsi nel Mediterraneo come comandante del 5th Battle Squadron nei Dardanelli e poi come Comandante del 2nd Squadron che sbarco le forze dell'Australian and New Zealand Army Corps (ANZAC) a Gaba Tepe nella Penisola di Gallipoli nel 1915. Comandò il British Adriatic Squadron di Taranto dal giugno 1915 al maggio 1916, quando aiutò ad evacuare le truppe del Regno di Serbia in ritirata, prima di diventare Comandante in Capo del Mediterraneo orientale nello stesso anno. In quest'ultimo incarico fu incaricato di bloccare i Dardanelli e le coste turche e della Bulgaria e di proteggere le linee di rifornimento per Salonicco. Divenne Comandante della Guardia Costiera e delle Riserve nel 1918.
Per i suoi servizi nella guerra Thursby fu menzionato nei dispacci cinque volte, incluso dal generale Sir Ian Hamilton (generale) nella penisola di Gallipoli e ricevette i seguenti onori alleati stranieri: 
- Grande Ufficiale, Ordine dei Santi Maurizio e Lazzaro (1917)
- Gran Croce, Ordine dell'Aquila bianca (Serbia)
- Comandante, Legion d'onore (1918)
- Gran Comandante, Ordine del Salvatore (1918)
- Gran Croce, Ordine del Sol Levante

Dopo la guerra divenne Commander-in-Chief, Plymouth e si ritirò nel 1920.

## Il dopoguerra
Dopo il pensionamento si stabilì nello Shropshire, abitando a The Styche, Great Ryton, (1,6 km a nord-est da Dorrington, Shropshire che rimane a 9,7 km a sud da Shrewsbury). Nel 1922 divenne un Giudice di pace per la contea, poi presidente del Condover Petty Sessions, e Deputy Lieutenant nel 1923. Fu direttore della Royal Salop Infirmary a Shrewsbury e presidente del Condover Parish Council.
Poche settimane dopo un'operazione, morì nella sua casa nel maggio 1936. Fu sepolto nella St Peter's Church di Cound il 31 maggio.